# Кузовков, Евдоким Леонтьевич
Евдоким Леонтьевич Кузовков вариант написания фамилии Кузовкин (1871 — ?) — крестьянин, депутат Государственной думы III созыва от Калужской губернии.

## Биография
Крестьянин села Плохино Жиздринского уезда Калужской губернии. Учился в начальном сельском училище, которое окончил. Был кандидатом в волостные старшины. Занимался земледелием и огородничеством на наделе площадью 18 десятин.
14 октября 1907 избран в Государственную думу III созыва от съезда уполномоченных от волостей Калужской губернии. Вошёл в состав фракции «Союза 17 октября». Состоял земельной и продовольственной думских комиссиях, в комиссиях по местному самоуправлению, об изменении действующего законодательства о крестьянах.
Дальнейшая судьба и дата смерти неизвестны.

### Рекомендуемые источники
- Российский государственный исторический архив. Фонд 1278. Опись 9. Дело 408.